# Odette Herviaux
Odette Herviaux, née le 6 janvier 1948 à Brest, est une personnalité politique française. Membre du parti socialiste, elle a été maire de La Croix-Helléan (Morbihan) et conseillère régionale de Bretagne. Elle est sénatrice du Morbihan entre 2001 et 2017.

## Biographie
Odette Herviaux est née en 1948 à Brest dans une famille de militaires gaullistes, elle suit sa scolarité dans les écoles laïques tout en fréquentant les réseaux du scoutisme. Elle se politise lors des mobilisations étudiantes de Brest en 1968, puis s’engage au PSU dans la région parisienne où elle commence une carrière de professeur de lettres et d'histoire.
De retour dans le Morbihan en 1970, elle devient sympathisante PS après l'élection présidentielle de 1974 et côtoie le milieu socialiste du lycée d’enseignement professionnel de Josselin, aux côtés de Michel Lallinec (secrétaire fédéral du PS entre 2000 et 2003) et Jean-Louis Tourenne (président du conseil général d’Ille-et-Vilaine depuis 2004) investis au CERES.
Proche des réseaux de la FDSEA (Fédération Départementale des Syndicats d’Exploitants Agricoles) par son mari, d’abord approché pour figurer sur une liste formée sur le modèle des Groupes d’Action Municipale (GAM), cette chrétienne de gauche est élue conseillère municipale de La Croix-Helléan en mars 1977. Après deux mandats dans l'opposition, elle devient maire de cette commune traditionnellement ancrée à droite en 1995, grâce aux filières associatives locales (groupes féminins de basket, théâtre), jusqu'en mars 2008.
Élue conseillère régionale de Bretagne en 1998, elle préside le groupe socialiste jusqu'en mars 2004, date à laquelle elle est réélue et devient vice-présidente de la Région chargée de l'agriculture, jusqu'en mars 2010.
Sénatrice du Morbihan entre octobre 2001 et octobre 2017, membre de la Commission de l'Économie, du Développement durable et de l'Aménagement du territoire, elle en devient vice-présidente en octobre 2008. Elle est réélue sénatrice dès le premier tour lors des élections sénatoriales de 2011. Elle devient ensuite secrétaire du Sénat en octobre 2011.

## Décorations
- Chevalière de l'ordre du Mérite maritime (2018)[3]

### Source
- François Prigent, « Un réseau d’un autre genre. Les femmes socialistes dans le Morbihan (1907-2007) », Atala, no 11,‎ mars 2008, p. 331-344 (lire en ligne)